# Beriev Be-4
Beriev Be-4 (định danh ban đầu là KOR-2) là một loại thủy phi cơ trinh sát trang bị cho các tàu chiến của Liên Xô trong Chiến tranh thế giới II.

## Quốc gia sử dụng
Liên Xô
- Không quân Hải quân Xô viết

## Tính năng kỹ chiến thuật
Đặc điểm tổng quát
- Kíp lái: 3
- Chiều dài: 10,50 m (34 ft 5 in)
- Sải cánh: 12 m (39 ft 4 in)
- Chiều cao: 4,05 m (13 ft 3 in)
- Diện tích cánh: 25,5 m2 (274 ft2)
- Trọng lượng rỗng: 2.082 kg (4.590 lb)
- Trọng lượng có tải: 2.760 kg (6.085 lb)
- Powerplant: 1 × Shvetsov M-62, 746 kW (1,000 hp)

Hiệu suất bay
- Vận tốc cực đại: 356 km/h (221 mph)
- Tầm bay: 1,150 km (716 dặm)
- Trần bay: 8.100 m (26.575 ft)

Vũ khí trang bị
- 2 × súng máy ShKAS 7,62 mm
- 400 kg (880 lb) bom hoặc bom chống tàu ngầm